# Küblis
Küblis (v alemanském dialektu Chüblisch, rétorománsky Cuvlignas) je obec ve švýcarském kantonu Graubünden, okresu Prättigau/Davos. Nachází se v údolí Prättigau, asi 19 kilometrů severovýchodně od kantonálního hlavního města Churu, v nadmořské výšce 814 metrů. Žije zde 853 obyvatel.

## Geografie

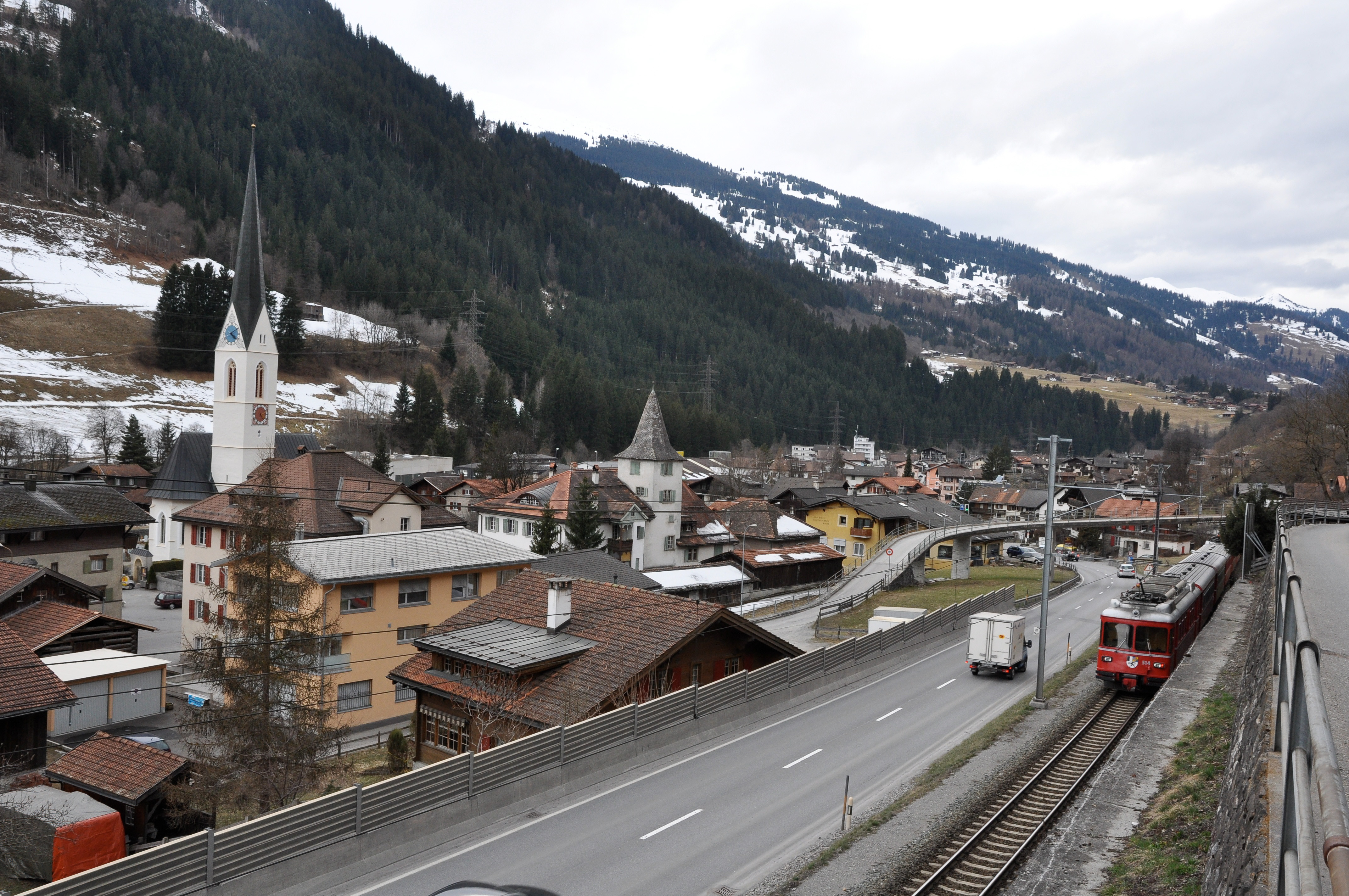
Zámeček a kostel v Küblis

Obec se nachází v centrální části údolí Prättigau v blízkosti vtoku řeky Schanielabach do Landquartu. Kromě hlavní obce Küblis na dně údolí k ní patří také místní části Pläviggin, Prada a Tälfsch.
Většina obce leží v prostoru mezi řekou Landquart a Schanielabachem. Hranice vede podél potoka asi 4 kilometry, pak stoupá přes Horntobel na Jägglisch Horn (2 290 m n. m.), úpatí skupiny vrcholů Madrisagruppe. Na hřebeni mezi Jägglisch Horn a Saaser Calanda se nachází nejvyšší bod obce v nadmořské výšce 2371 metrů. Jižně od Landquartu patří ke Küblisu pouze část svahu, která se zvedá do nadmořské výšky asi 1100 metrů.
Z celkové rozlohy obce 8,13 km² lze 3,58 km² využít pro zemědělství. To však zahrnuje 2,08 km² vysokohorských farem. Téměř stejně velkou plochu 3,45 km² pokrývají lesy a lesní porosty. Zbytek tvoří 0,70 km² neproduktivní půdy (většinou hory) a 0,40 km² je zastavěná plocha.
Küblis hraničí s obcemi Conters im Prättigau a Luzein.

## Historie
Vesnice, zmiňovaná poprvé roku 1351 jako Cüblins, patřila ke dvoru Klosters v tzv. Drei Bünden. Pod vlivem Walserů žijících v Klosters přešla obec v 15. a 16. století z rétorománštiny na němčinu. Románský místní název je Cuvlignas.
Hrad rodu von Kapfenstein (Ober-Sansch), který v 15. století zchátral, patřil původně stejnojmenným pánům, poté rodu z Vazu (od poloviny 13. století do roku 1338), který vykonával v Prättigau vrchnostenskou správu a vlastnil rozsáhlé statky; po nich se ve vnitřním Prättigau v letech 1338–1436 vystřídala hrabata z Toggenburgu, poté rody von Montfort a von Matsch, které v letech 1477–1649 vystřídala rakouská nadvláda.
Roku 1889 získala obec železniční spojení, a to prostřednictvím trati z Landquartu do Davosu. Od roku 1921 je trať elektrifikována.

## Obyvatelstvo
| Rok            | 1850 | 1900 | 1950 | 2000 | 2020 |
| Počet obyvatel | 455  | 416  | 716  | 830  | 891  |

## Hospodářství a doprava

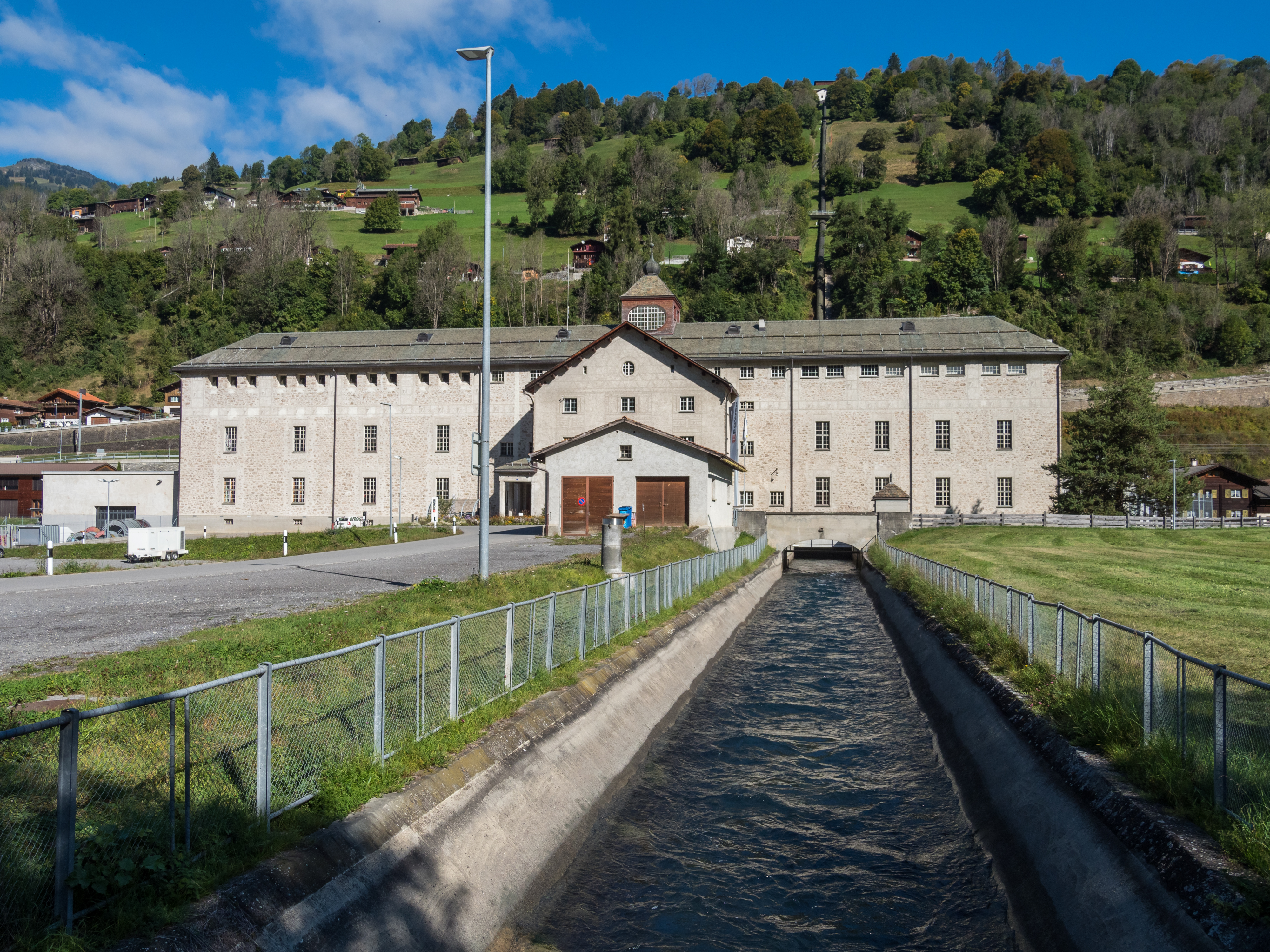
Vodní elektrárna Küblis

Centrální poloha a relativně malá rozloha obce způsobily, že zemědělství ztratilo své dominantní postavení dříve než v okolních obcích a rozvinula se rozmanitá struktura drobných podniků. V roce 1922 byla uvedena do provozu vodní elektrárna Küblis společnosti Bündner Kraftwerke (dnes spadající pod nadnárodní koncern Repower).
Z nádraží Küblis na trati z Landquartu do Davosu (provozované Rhétskou dráhou), jezdí poštovní autobusy Postauto do okolních obcí St. Antönien, Conters, Fideris a Jenaz.
Roku 2016 byl otevřen obchvat Küblis na hlavní silnici č. 28, který značně odlehčil centru obce od tranzitní dopravy. Dříve jezdila veškerá doprava přímo centrem obce.
V budově školy se nachází základní a střední škola, jakož i zvláštní škola pro větší spádovou oblast.